# Marianna Bacinetti
Marianna Bacinetti (Ravenna, 9 novembre 1802 – Firenze, 15 aprile 1870) è stata una filosofa italiana. È nota anche come Marianna Florenzi Waddington.

## Biografia
Figlia del conte Pietro Bacinetti di Ravenna e della contessa Laura Rossi di Lugo. Nacque a Ravenna a Palazzo Avito. Marianna Bacinetti intraprese studi letterari e si dedicò alla lettura di opere filosofiche, diventando l'ideale di donna istruita del tempo. Fu inoltre impegnata in incontri nei salotti culturali dell'epoca. Nel 1819 sposò a Perugia il marchese Ettore Florenzi di Rasina, con cui ebbe due figli: Carlotta e Ludovico. Durante il carnevale del 1821 conobbe il principe Luigi, noto anche come Ludovico I con il quale entrò in intimità. Entrata sotto l'ala di quest'ultimo si recò a Monaco ed entrò in contatto con la cultura tedesca, in particolare con lo studio della lingua stessa e attraverso la conoscenza del filosofo Schelling.
Con il principe ebbe un corposo scambio epistolare: mandò circa 3.000 lettere al re nel corso della sua vita. Studiò scienze naturali presso l'Università di Perugia nella prima metà del XIX secolo. Tradusse la Monadologia di Leibniz e il Bruno di Schelling in italiano, e promosse la diffusione delle opere di Kant e Spinoza in Italia. Rimasta vedova nel 1833, si risposò il 7 maggio 1836 con l'inglese Evelyn Waddington, futuro sindaco di Perugia. Politicamente sostenne il movimento nazionale italiano e nel 1850 pubblicò Confutazione del socialismo e comunismo, che, come molti dei suoi altri lavori, finì all'Indice dei libri proibiti.
Tornata in Italia, si dedica alla vita politica perugina e dopo aver partecipato ai moti del 1831 aiuta diversi patrioti, ospitandoli a casa, nella sua villa detta Colombella. La sua casa divenne così un importante centro di ritrovo per patrioti, ma anche per scrittori e studiosi.
A causa della sua politica liberale fu malvista dal governo papale, che vietò la pubblicazione dei suoi scritti. Con il procedere degli anni, la Bacinetti si avvicinò sempre di più alla filosofia hegeliana, pur rimanendo a stretto contatto con quella sostenuta da Schelling. Questa nuova filosofia la portò ad avvicinarsi al filosofo francese Victor Cousin, con il quale ebbe uno scambio epistolare tra il 1862 e il 1864, reso pubblico solo nel 1870 dalla Rivista Europea. 
Morì a Firenze il 15 aprile 1870. Solo dopo la sua morte, la Marchesa venne rivalutata nell'ambito filosofico, grazie a Giovanni Gentile, che puntualizzò il contributo dato al dibattito intorno alla filosofia idealistica, e la sua originalità speculativa.

## Il caso Schelling
Marianna Bacinetti è conosciuta per aver tradotto in italiano il Bruno di Schelling. Il processo che ha portato alla pubblicazione dell'opera è stato soggetto a numerosi imprevisti. La Bacinetti aveva chiesto al Mamiani, allora a Parigi, la stesura della prefazione, ma essa venne censurata dall'Austria che non la gradì. Soltanto dopo numerose vicende, nel 1844, la traduzione venne pubblicata a Milano dalla casa editrice Oggioni.
La traduzione venne apprezzata da Schelling, sicché iniziò uno scambio epistolare tra quest'ultimo e la marchesa, che culminò nel 1859 con la seconda edizione a carico di Le Monnier. La ristampa comprendeva alcune lettere scambiate tra i due e includeva un breve manoscritto esplicativo riguardante il secondo stadio della sua filosofia idealistica.

## Archivio
La documentazione dell'archivio di Marianna Florenzi Waddington è pervenuta a casa Silvestri attraverso legami matrimoniali tra le famiglie Florenzi, Alfani Danzetta e Silvestri. Altre carte riguardanti la Florenzi Waddington, in particolare il carteggio con il re Ludovico di Baviera, sono segnalate anche all'interno del fondo della famiglia Baldeschi di Perugia. Sono inoltre presenti numerosi manoscritti delle sue opere a stampa di carattere letterario e filosofico. Nella busta 5 sono contenute lettere indirizzate ad Evelyn Waddington. Ci sono inoltre alcune missive scritte a Ludovico di Baviera da sovrani, artisti ed altri personaggi ed una lettera che il re inviò ad Ettore Florenzi, marito di Marianna.

## Opere
- Pensieri Filosofici, Firenze, 1840.
- Filosofemi di cosmologia e di ontologia, Perugia, 1863.
- Saggi di psicologia e di logica, Firenze, 1864.
- Saggio sulla natura, Firenze, 1866.
- Saggio sulla filosofia dello spirito, Firenze, 1867.
- Dell'immortalità dell'anima, Firenze, 1868.

## Opere tradotte
F. Schelling, Bruno, Milano 1844;
G. W. Leibniz, Monadologia, Firenze 1856